# Martin Ngoga
Martin K. Ngoga (* 2. März 1968 in Kagera, Tansania) ist ein ruandischer Staatsanwalt, Politiker und Diplomat.

## Leben und Karriere
Ngoga wurde 1968 in Tansania geboren. Dort studierte er von 1993 bis 1996 an der University of Dar es Salaam Rechtswissenschaft. Nach seinem Abschluss mit einem Bachelor of Laws arbeitete er ab 1997 als Leiter der Rechtsabteilung am Ministry of Public Service and Labour und von 1997 bis 1999 als stellvertretender Leiter der Staatsanwaltschaft in der Provinz Butare. Anschließend war er bis 2003 Sonderbeauftragter der Regierung von Ruanda in Arusha, Tansania beim Internationalen Strafgerichtshof für Ruanda, dem vom UN-Sicherheitsrats geschaffenen Ad-hoc-Strafgerichtshof, der den Völkermord an den Tutsi 1994 in Ruanda strafrechtlich aufarbeiten sollte. Dem folgte bis 2006 eine Anstellung als stellvertretender Generalstaatsanwalt und bis 2013 als leitender Staatsanwalt der nationalen Staatsanwaltschaft Ruandas. Von 2010 bis 2011 studierte Ngoga an der University of Rwanda, wo er daraufhin einen Master of Arts, Genocide Studies and Prevention erhielt.
Am 15. März 2015 wurde Ngoga im ruandischen Parlament mit 83 von 89 Stimmen als Abgeordneter für die parlamentarische Versammlung der Ostafrikanischen Gemeinschaft (East African Legislative Assembly – EALA) gewählt. Die Gegenkandidatin Jennifer Wibabara erhielt 6 Stimmen, beide Kandidaten wurden jedoch von der regierenden Ruandischen Patriotische Front (RPF-Inkotanyi) vorgeschlagen. Ngoga folgte Abdul Karim Harelimana, der im Februar zurückgetreten war. Die dritte Legislaturperiode der EALA, der Ngoga beitrat, dauerte bis 2017. In der vierten Legislaturperiode bis 2022 wurde Ngoga Parlamentspräsident der EALA.
Im Mai 2021 wurde Ngoga während des 71. FIFA-Kongresses zum Vorsitzenden der Untersuchungskammer der FIFA-Ethikkommission gewählt und am 15. Mai 2025 während des 75. FIFA-Kongresses in Asunción, Paraguay wiedergewählt.
Ab 2023 übernahm Ngoga mehrere diplomatische Ämter: Er wurde Hoher Kommissar der Republik Ruanda in der Republik Kenia und Ständiger Vertreter der Republik Ruanda beim Umweltprogramm der Vereinten Nationen (UNEP) und dem Programm der Vereinten Nationen für menschliche Siedlungen (UN-HABITAT). Im Mai 2025 wurde Ngoga la Nachfolger von Ernest Rwamucyo Ruandas Ständiger Vertreter bei den Vereinten Nationen. Er überreichte sein Akkreditionsschreiben an UN-Generalsekretär António Guterres am 22. Mai.
Ngoga ist verheiratet und spricht Englisch, Swahili und Kinyarwanda.